# Suhoricicea, Pustomîtî
Suhoricicea (în ucraineană Сухоріччя) este un sat în comuna Verhnea Bilka din raionul Pustomîtî, regiunea Liov, Ucraina.

## Demografie
Componența lingvistică a localității Suhoricicea
     Ucraineană (100%)
Conform recensământului din 2001, toată populația localității Suhoricicea era vorbitoare de ucraineană (100%).